# John Merchant
John Merchant (12 juin 1872 - 9 janvier 1936) est un espérantiste britannique.

## Biographie

### Jeunesse
John Merchant nait le 12 juin 1872 à Sheffield.